# Alban Hoxha
Alban Bekim Hoxha (* 23. November 1987 in Cërrik) ist ein albanischer Fußballspieler auf der Position des Torwarts.

## Karriere

### Verein
Am 1. Juli 2014 wechselte er von der U-17 von KS Dinamo Tirana in den Profibereich. Von Juli 2005 bis Juli 2006 wurde er an KF Turbina Cërrik ausgeliehen. Nach der Leihe kehrte er zu Dinamo Tirana zurück. Von 2008 bis 2009 wurde er an KF Apolonia Fier ausgeliehen. Bis 2011 spielte er wieder bei Dinamo Tirana. Im Dezember 2011 ging er zu KS Kastrioti Kruja. Dort war er bis Juli 2012 aktiv. Anschließend ging er zu KS Besa Kavaja. Nach einer Saison wechselte er zu FK Partizani Tirana.

### Nationalmannschaft
In der Qualifikation für die EM 2016 saß er bei sieben Spielen  als Ersatztorwart auf der Bank. Sein erstes Länderspiel machte er am 16. November 2015, nachdem sich Albanien erstmals für die EM-Endrunde und damit überhaupt zum ersten Mal für ein großes Fußballturnier qualifiziert hatte. Er wurde im Qemal-Stafa-Stadion in Tirana im Testspiel gegen Georgien in der 75. Spielminute für Stammtorhüter Etrit Berisha eingewechselt. Bei der Benennung des vorläufigen Kaders am 21. Mai 2016 gehörte er zu den 27 nominierten Spielern und wurde auch als zweiter Ersatztorhüter in den endgültigen Kader aufgenommen, kam aber nicht zum Einsatz.

## Titel
- Albanischer Meister: 2008, 2010, 2019
- Albanischer Superpokalsieger: 2019

## Auszeichnungen
- Fußballer des Jahres 2014 in Albanien